# تاريخ اليهود في الكويت
يرتبط تاريخ اليهود في الكويت ارتباطًا وثيقًا بـتاريخ اليهود في العراق.

## التاريخ
كان رجل الأعمال البريطاني البارز نعيم دنكور يهوديًا عراقيًا منفيًا، وكان جدّه الحاخام الأكبر في بغداد. جاء إلى بريطانيا في ثلاثينيات القرن العشرين لدراسة الهندسة في كلية كوين ماري في لندن، ثم عاد إلى العراق لينضم إلى الجيش ويؤسس لاحقًا إمبراطوريته التجارية. قضى خمسينيات القرن العشرين في إدارة امتياز كوكاكولا في العراق مع شريك تجاري مسلم محبوب. ويذكر ما يلي:
في عام 1776 استولى صادق خان زند على البصرة، فغادر العديد من السكان البلاد، وكان من بينهم يهود انتقلوا إلى الكويت. حوالي عام 1860، ازداد عددهم وازدهرت تجارتهم. كان لليهود سوق يُسمى "سوق اليهود"، وكان بجوار مسجد السوق. وكان معروفًا أن اليهود يصنعون الخمر ويبيعونه للعامة. وكان اليهود معروفين بالحذر الشديد في التجارة، فكانوا في الغالب تجار جملة ويتعاملون مع الهند وبغداد وحلب. بل كانوا يصدرون أيضًا إلى أوروبا والصين. كان هناك حوالي 80 عائلة يهودية في الكويت يعيشون في حي واحد حيث يوجد الآن بنك التجارة. اعتاد اليهود ارتداء جلابيب طويلة (زبون) وطربوش مما جعلهم يبدون مختلفين عن غيرهم. وبعضهم كان يرتدي بدلات أوروبية لكنهم كانوا يغطون رؤوسهم بالطربوش. وكان لهم كنيس خاص بهم مع سفر توراة. وفي الكنيس، كان هناك مكان منفصل للنساء. وكان يوم السبت يومًا مقدسًا، فلم يكن اليهود يعملون فيه. وكان لهم أيضًا مقبرة خاصة، مما يدل على أنهم عاشوا هناك لفترة طويلة. قبل عام 1914 كان هناك حوالي 200 يهودي، ومعظمهم عادوا إلى بغداد، وقلة منهم ذهبوا إلى الهند. كان هناك يهوديان ثريان في الكويت، أما البقية فكانوا من الطبقة الوسطى، يعملون كصاغة أو تجار أقمشة. من بين اليهود الأثرياء صالح مهلّب الذي امتلك أول مصنع ثلج عام 1912، والذي باعه لاحقًا لتاجر الأسلحة والتاجر محمد علي بن حيدر معرفي. ومنهم جورجي ساسون ومنشي إلياهو اللذان كانا تجارًا وممولين. وعندما تولى الشيخ سالم المبارك الحكم في فبراير 1917 (وكان الحاكم التاسع)، أراد أن يوقف اليهود عن التعامل بالخمور، فاستدعاهم وأنذرهم. ولا يوجد دليل على أنهم طُردوا من الكويت، بل الحقيقة أنهم عادوا إلى العراق عندما تولى الملك فيصل الأول الحكم. وكان الملك على معرفة ببعض اليهود مثل وايزمان وساسون حسقيل الذي أصبح وزيرًا للمالية في العراق. وخلال عشرينيات القرن العشرين، غادر جميع اليهود الكويت.
ويؤكد الأستاذ فيصل عبد الله الكندري من الكويت ما سبق في مقالته في الإسلام ومعاملات المسلمين والمسيحيين عام 2006، كما لخصها:
أصبحت الكويت في العقود الأخيرة من القرن التاسع عشر مكانًا حيويًا لعصرها. كان هناك طفرة في بناء المنازل والسفن، وكانت الفرص التجارية وفيرة. كانت البلاد آمنة ومستقرة. وقد اجتذب مزيج الخدمات المتاحة والآفاق الاقتصادية الناس من الدول المجاورة بحثًا عن حياة أفضل. تتناول هذه المقالة المجتمع اليهودي المجهول نسبيًا الذي بدأ بالقدوم إلى الكويت في تلك الفترة، كما تناقش الأسباب المحتملة لمغادرتهم. كان هؤلاء اليهود ينتمون إلى يهود "السبي البابلي" الذين عاشوا في بلاد الرافدين لآلاف السنين. لغتهم كانت العربية، وكانوا يتاجرون بين بغداد والهند منذ قرون. وكانت الأغلبية تعمل في تجارة المنسوجات، وكان لديهم سوق خاص بهم حيث كان الناس من مختلف الأصول يأتون لشراء الأقمشة التي يستوردونها. وكانوا عادة يعلّمون أبناءهم في كنيسهم. كان مجتمعًا متغيرًا، يشهد قدومًا ورحيلًا مستمرين، أكثر من كونه مجموعة مستقرة وصلت معًا وغادرت معًا، وكان يتألف من أفراد متنوعين.
تدّعي "جمعية أبراهام" اليوم أنها تمثل جميع يهود الكويت، مشيرة في موقعها الإلكتروني إلى أنها "مبادرة إنسانية وثقافية حديثة، تقوم على تمثيل المجتمع اليهودي في الكويت بكل طوائفه".

## شخصيات بارزة
- صالح وداوود الكويتي، وهما موسيقيان يهوديان كويتيان مشهوران وُلدا في الكويت.[5]

كما كان هناك بعض الكويتيين الذين اعتنقوا اليهودية، مثل يوسف المهنا (الاسم العبري: نفتالي بنيا)، ابتسام حامد (الاسم العبري: بسمة الكويتي)، ومارك حلاوة.

### اليهود في العالم العربي
- تاريخ اليهود في العراق
- تاريخ اليهود في البحرين[الإنجليزية]
- تاريخ اليهود في عمان[الإنجليزية]
- يهود اليمن